# Lista do Patrimônio Mundial no Sudão
A Organização das Nações Unidas para a Educação, a Ciência e a Cultura (UNESCO) propôs um plano de proteção aos bens culturais do mundo, através do Comité sobre a Proteção do Património Mundial Cultural e Natural, aprovado em 1972. Esta é uma lista do Patrimônio Mundial existente no Sudão, especificamente classificada pela UNESCO e elaborada de acordo com dez principais critérios cujos pontos são julgados por especialistas na área. O Sudão, que ocupa uma região de grande relevância histórica na Antiguidade africana e berço de civilizações primordiais do desenvolvimento da humanidade, ratificou a convenção em 6 de junho de 1974, tornando seus locais históricos elegíveis para inclusão na lista.
O sítio Colina de Jebel Barcal e Sítios Arqueológicos de Napata - que reúne um significante exemplar arqueológico das antigas civilizações que habitaram o atual território na antiguidade - foi o primeiro sítio do Sudão inscrito na lista do Patrimônio Mundial da UNESCO por ocasião da 27ª Sessão do Comité do Património Mundial, realizada em Paris (França) em 2003. Desde a mais recente inclusão na lista, o Sudão totaliza três sítios declarados como Patrimônio Mundial, sendo 2 deles de classificação cultural e um de classificação natural. 

## Bens culturais e naturais
O Sudão conta atualmente com os seguintes lugares declarados como Patrimônio da Humanidade pela UNESCO:
| | Colina de Jebel Barcal e Sítios Arqueológicos de Napata |
| Bem cultural inscrito em 2003. |                                                         |
| Localização: Norte |                                                         |
| Estes cinco sítios arqueológicos, cobrindo mais de 60 km no Vale do Nilo, são testemunho das culturas Napatana (900 a 270 a.C.) e Meroitica (270 a.C. a 350 d.C.), do segundo reino de Cuxe. Tumbas, com e sem pirâmides, templos, complexos residenciais e palácios são encontrados no local. Desde a antiguidade, a colina de Gebel Barkal têm sido fortemente associada com tradições religiosas e folclore. Os maiores templos ainda são considerados pelos habitantes locais como locais sagrados. (UNESCO/BPI) |                                                         |

| | Sítios Arqueológicos da Ilha de Meroé |
| Bem cultural inscrito em 2011. |                                       |
| Localização: Rio Nilo |                                       |
| Os Sítios Arqueológicos da Ilha de Meroé, uma paisagem semi-desértica entre os rios Nilo e Atbara foi o coração do Reino de Cuxe, uma potência do século 8 a.C. ao 4 d.C. A propriedade consiste na cidade real dos reis cuxitas em Meroé, próximo ao rio Nilo, os locais religiosos vizinhos de Naqa e Musawwarat es Sufra. Foi a sede dos governantes que ocuparam o Egito por quase um século e abriga, dentre outros vestígios, pirâmides, templos e edifícios domésticos bem como maiores instalações conectadas para abastecimento de água. Seu vasto império foi estendido do Mediterrâneo ao coração da África, e a propriedade testifica a troca entre arte, arquitetura, religiões e idiomas de ambas as regiões. (UNESCO/BPI) |                                       |

| | Parque Nacional Marinho de Sanganeb e Baía de Dungonab |
| Bem natural inscrito em 2016. |                                                        |
| Localização: Mar Vermelho |                                                        |
| A propriedade consiste em duas áreas separadas: Sanganeb é um coral isolado no Mar Vermelho central, a 25 km da costa do Sudão. O segundo componente é a Baía de Dungonabe e a Ilha Mukkawar, situadas a 125 km de Port Sudan. Inclui um altamente diverso sistema de recifes de corais, pântanos, ervas marinhas, mamíferos marinhos, peixes, tubarões, tartarugas e mantas. A Baía de Dungonab também possui uma significante população de dugongos. (UNESCO/BPI) |                                                        |

## Lista Indicativa
Em adição aos sítios inscritos na Lista do Patrimônio Mundial, os Estados-membros podem manter uma lista de sítios que pretendam nomear para a Lista de Patrimônio Mundial, sendo somente aceitas as candidaturas de locais que já constarem desta lista. Desde 2022, o Sudão possui 15 locais na sua Lista Indicativa.
| Sítio                         | Imagem | Localização            | Ano  | Dados UNESCO                | Descrição |
| ----------------------------- | ------ | ---------------------- | ---- | --------------------------- | --- |
| Suaquém                       |        | Mar Vermelho           | 1994 | Cultural                    | Suaquém foi um importante porto no Mar Vermelho durante a Idade Média e o Império Otomano. Possui residências e mesquitas de arquitetura fina, algumas delas parcialmente preservadas até o segundo pavimento. |
| Sítio de Querma               |        | Norte                  | 1994 | Cultural                    | Querma foi a capital sudanesa durante o período conhecido como "Cultura de Querma" (3,000 - 2,000 a.C.). Abriga os vestígios de uma cidade antiga marcada por um edifício único (templo) de tijolos de barro preservado de 19 metros de altura, conhecido localmente como a "Deffufa Ocidental". Além de um vasto cemitério com capela funerária de tijolos de barro (a "Deffufa Oriental"). |
| Velha Dongola                 |        | Norte                  | 1994 | Cultural                    | Dongola foi a capital do Reino Cristão de Macúria (séculos VII a XIV). O local possui diversas ruínas de igrejas, residências e mesquitas algumas decoradas com afrescos. |
| Parque nacional de Wadi Howar |        | Darfur do Norte/ Norte | 2004 | Natural: (vii)(viii)(ix)(x) | Wadi Howar é uma das áreas naturais mais notáveis do sudeste do Saara. Em 2001, foi declarado parque nacional com uma área de 100.000 km². Um dos maiores parques nacionais do mundo, com flora diversificada e características geológicas marcantes, incluindo a paisagem vulcânica e de crateras de Meidob e o complexo de Jebel Rahib. |
| Parque nacional Dinder        |        | Gadarife/ Nilo Azul    | 2021 | Natural: (vii)(ix)(x)       | O Parque nacional Dinder, como área de bacia hidrográfica, controla a erosão hídrica e a ciclagem de nutrientes e cria solos férteis nas margens dos rios para regeneração de plantas e produção de culturas. Ele atua como um banco de sementes para plantas não encontradas em outros lugares. O Dinder é uma ilha com uma variedade de fauna e flora da região, abrigando comunidades florais e faunísticas únicas em seus três tipos de ecossistema. A característica mais marcante do parque é a presença de zonas úmidas (mayas). |
| Parque nacional do Jebel Dair |        | Cordofão do Norte      | 2021 | Natural: (vii)(ix)(x)       | Jebel Dair é importante por seus excepcionais valores naturais, socioeconômicos e culturais. É uma área rica em biodiversidade, com mais de 112 espécies de plantas, incluindo 96 plantas medicinais e aromáticas. As únicas florestas naturais intactas que restam na região oriental do Cordofão do Norte são encontradas em Jebel Dair. Única por sua localização no ambiente semi-árido, a área constitui também uma bacia hidrográfica que é fonte de água essencial neste ecossistema pré-desértico.                              |
| Templo de Solebe              |        | Norte                  | 2022 | Cultural: (ii)(iii)(iv)     | O Templo de Solebe é um edifício único da Núbia que reflete a coexistência de divindades egípcias e núbias retratadas em suas paredes. O templo é um testemunho único das mudanças do sistema de culto de Ámon para Áton. |
| Banganarti                    |        | Norte                  | 2022 | Cultural: (ii)(iii)(iv)(v)  | Banganarti é um exemplar único da arquitetura bizantina no norte da África. Abrigou o Raphaelion que pode ser considerado um monumento único na Núbia cristã e permite um estudo excepcional das práticas de peregrinação núbias no seu contexto arqueológico. |
| Vilarejo de El Khandaq        |        | Norte                  | 2022 | Cultural: (ii)(iii)(iv)     | El Khandaq foi descrita pelos primeiros viajantes como uma das cidades mais bem construídas da Núbia. El Khandaq apresenta um exemplo único de construções de tijolos de barro de dois pavimentos, que abrigavam as famílias de comerciantes ricos. A cidade é dominada pelo forte conhecido como Gaila Qaila (Forte Vermelho) que remonta ao período cristão e continuou a ser usado até a era islâmica. |